# Orma jezik
Orma jezik (uardai, wadai, warday, wardei; ISO 639-3: orc), jezik istočnokušitske podskupine oromo, afrazijska porodica, kojim govori 69 000 pripadnika (2006) pastirskog plemena Orma iz Kenije. Jedan je od tri presdstavnika makrojezika oromo.  
Postoji nekoliko dijalekata: munyo (korokoro, munyo yaya) kojim govore pripadnici plemena Munyoyaya iz distrikta Tana River, waata (sanye), orma.

## Vanjske poveznice
- Ethnologue (14th)
- Ethnologue (15th)